# Xylopia plowmanii
Espèce
Xylopia plowmanii est une espèce de plantes à fleurs de la famille des Annonaceae, endémique de la région des Llanos au Venezuela.